# The Silent Feminists: America's First Women Directors
The Silent Feminists: America's First Women Directors è un documentario del 1993 diretto da Jeffrey Goodman e Anthony Slide. 
Nei titoli, il film porge i suoi ringraziamenti speciali a Lillian Gish.

## Trama
Un omaggio e una ricostruzione della storia delle prime donne che, negli Stati Uniti, diventarono registe, pioniere più o meno riconosciute del nuovo mezzo di comunicazione che avrebbe di lì a poco conquistato il mondo. 

## I film citati nel documentario
Nella pellicola si fs riferimento ai seguenti film:
- L'uscita dalle officine Lumière (La Sortie de l'usine Lumière), regia di Auguste Lumière e Louis Lumière (1895)
- L'arrivo di un treno alla stazione di La Ciotat
- La Fée aux choux, ou la naissance des enfants (1900)
- Dick Whittington and his Cat (1913)
- The Leopard's Foundling (1914)
- Hypocrites, regia di Lois Weber (non accreditata)  (1915)
- The Campbells Are Coming (1915)
- The Call of the Cumberlands (1916)
- The Dumb Girl of Portici, regia di Phillips Smalley e Lois Weber (1916)
- Where Are My Children? (1916)
- Intolerance: Love's Struggle Throughout the Ages, regia di David W. Griffith  (1916)
- The Devil's Prize (1916)
- The Savage, regia di Rupert Julian  (1917)
- Life's Mirror (1920)
- Mum's the Word, regia di Lois Weber  (1920)
- That Something (1920)
- Remodeling Her Husband (1920)
- To Please One Woman, regia di Lois Weber (1920)
- Just Around the Corner, regia di Frances Marion (1921)
- The Offenders, regia di Fenwicke L. Holmes e Margery Wilson  (1922)
- Insinuation, regia di Margery Wilson (1922)
- The White Flower, regia di Julia Crawford Ivers  (1923)
- Human Wreckage (1923)
- L'intrusa (A Chapter in Her Life), regia di Lois Weber (1923)
- The Song of Love, regia di Chester M. Franklin e Frances Marion (1923)
- Broken Laws (1924)
- Fashions for Women (1927)
- Ten Modern Commandments (1927)
- Topsy and Eva (1927)
- Anna Christie, regia di Clarence Brown (1930)
- Pranzo alle otto (Dinner at Eight), regia di George Cukor (1933)
- Craig's Wife, regia di Dorothy Arzner (1936)
- Margherita Gauthier, regia di George Cukor (1936)

Include brani dei seguenti film:
- A House Divided, regia di Alice Guy (non accreditata) (1913)
- Her Defiance (1916)
- Discontent (1916)
- '49-'17 (1917)
- The Love Light, regia di Frances Marion (1921)
- The Blot, regia di Lois Weber (1921)
- The Red Kimona, regia di Walter Lang e Dorothy Davenport (non accreditata) (1925)

## Produzione
Il film fu prodotto nel 1993.